# تورسکو، استان پومرانیان
تورسکو، استان پومرانیان (به لاتین: Tursko, Pomeranian Voivodeship) یک منطقهٔ مسکونی در لهستان است که در Gmina Miastko واقع شده‌است.

## خصوصیات
تورسکو ۱۹۹ نفر جمعیت دارد.